# 德西
德西 （發音：Desi[ˈd̪eːsi]或[ˈd̪eːʃi]；意為「民族」或「祖國」）是南亚族裔人士使用及稱呼自己的一個名詞。這並且也是針對在南亞人散居地（印度流移之海外僑居者）中之次文化群的名字。
這名詞常常被提到在南亞的印度次大陸国家，比如印度、巴基斯坦、孟加拉國、斯里蘭卡, 尼泊尔, 不丹 及马尔代夫；但名詞也包含印度流移居地從斐濟到千里達及托巴哥，從肯尼亞至於波斯灣，從南非到達圭亞那。
因為印度曾為英国殖民地，許多印度人民現在居住於英国、美国、加拿大、南非、马来西亚、澳大利亚、斐济等前屬英國殖民地之國家。

## 外部鏈結
- 德西流移介紹 (The Desi diaspora) （页面存档备份，存于）